# Nice, souvenir de la promenade des Anglais
Nice, souvenir de la promenade des Anglais – ou Le Comte Alphonse de Toulouse-Lautrec conduisant son mail-coach – est un tableau impressionniste d'Henri de Toulouse-Lautrec, représentant son père aux guides d'un mail coach sur la promenade des Anglais, et terminé en 1880 alors que l'artiste n'a que 17 ans. Il est conservé au Petit Palais, à Paris.

## Réalisation
Ce tableau de Toulouse-Lautrec est très influencé par les scènes équestres illustrés par Crafty, ou par les gravures anglaises et américaines représentant des attelages.
Le tableau est signé en bas à droite par « HTL, Souvenir de la Promenade des Anglais ». Inspiré par la ville de Nice, il a été exécuté durant l'un des nombreux séjours maritimes du peintre en Côte d'Azur, en raison de sa mauvaise santé. Chef-d'œuvre d'adolescence, ce tableau est reconnu par beaucoup comme représentant le père de l'artiste, Alphonse, grand amateur de chevaux, identifiable à sa barbe hirsute.

## Description
Le tableau représente Alphonse de Toulouse-Lautrec « conduisant à un train d'enfer son mail coach sur la promenade des Anglais ».